# D. B. Cooper
Jako D. B. Cooper je označován muž, který unesl 24. listopadu 1971 ve Spojených státech letadlo Boeing 727, obdržel výkupné 200 000 USD a vyskočil z letadla za letu. Na palubu nastoupil pod jménem Dan Cooper, ale toto jméno bylo při komunikaci s tiskem zkomoleno na D. B. Cooper. Ačkoliv byly vyšetřovány stovky osob, dodnes není známa jeho pravá identita, zdali měl komplice a zdali přežil skok z letadla. Většina peněz vyplacených jako výkupné nebyla nikdy nalezena. FBI předpokládá, že skok z letadla nepřežil. Existuje několik neoficiálních teorií, které popisují jeho osud po seskoku z letadla.
Cooperův netradiční způsob úniku a jeho nejasný osud dodnes mnohé fascinuje. Případ Cooper (FBI mu dala krycí jméno „Norjak“) zůstává neobjasněným případem a jde o jeden z mála případů neobjasněného únosu letadla.
Případ Cooper byl po desítky let záhadou jak pro státní vyšetřovací orgány, tak i soukromé detektivy, neboť desítky možných stop vždy vedly do slepé uličky. K zásadnímu zlomu ve vyšetřování se schylovalo v březnu 2008, kdy děti ve městě Amboy ve Washingtonu, poblíž místa Cooperova seskoku, nalezly padák. Pozdější analýzy ovšem prokázaly, že se nejednalo o Cooperův padák.
Během let se našlo několik stop. Na konci roku 1978 byl v oblasti Cooperova seskoku nalezen plakát s instrukcemi jak otevřít záďové dveře Boeingu 727 a později bylo potvrzeno, že pocházel z uneseného letadla. V únoru 1980 nalezl osmiletý Brian Ingram 5880 USD ve dvacetidolarových bankovkách na břehu Columbia River.
V říjnu 2007 prohlásila FBI, že získala částečný vzorek Cooperovy DNA z jeho kravaty, kterou zanechal v uneseném letadle. Dne 31. prosince 2007 otevřela FBI případ publikací nikdy nezveřejněných nákresů a informací za účelem osvěžit možným svědkům paměť a přinést důkazy, které by mohly vést ke Cooperově identifikaci. FBI v tiskové zprávě prohlásila, že podle ní Cooper nepřežil skok, ale vyjádřila zájem na odhalení jeho pravé identity. V červenci 2016 se FBI rozhodla tento případ definitivně uzavřít.

## Únos
Ve středu 24. listopadu 1971, den před Dnem díkuvzdání, nastoupil muž, cestující pod jménem Dan Cooper, do letadla Boeing 727-200 společnosti Northwest Orient (nyní Northwest Airlines) na letu 305 (FAA Reg. N467US) z Portland International Airport (PDX) v Portlandu v Oregonu do Seattlu ve Washingtonu. Dle svědků měl Cooper okolo pětačtyřiceti let a byl vysoký 1,78 až 1,83 m. Měl na sobě černý kabát, mokasíny, tmavý oblek, košili s bílým límečkem, černou kravatu, černé sluneční brýle a perleťovou sponu na kravatu. Jakmile stroj vzlétl z portlandského letiště, podal Cooper letušce Florence Schaffner, která seděla v sedadle připevněném na zadních dveřích letadla, přímo za Cooperovým sedadlem, obálku se vzkazem. Ta si myslela, že je to Cooperovo telefonní číslo a proto si ji okamžitě dala do kapsy. Cooper se k ní naklonil a řekl jí: „Slečno, myslím si, že byste se měla na ten vzkaz podívat. Mám bombu.“ V obálce byl vzkaz: „Ve svém kufříku mám bombu. Použiju ji, pokud to bude nutné. Chci, abyste seděla vedle mě. Toto je únos.“
Vzkaz obsahoval také požadavek na výkupné 200 000 USD v neoznačených dvacetidolarových bankovkách a dva sety padáků – dva hlavní padáky a dva záložní. Ve vzkazu bylo napsáno, že výkupné a padáky mají být předány po přistání na letišti Seattle-Tacoma International Airport. Pokud by požadavky nebyly splněny, hrozil Cooper odpálením bomby. Letuška o vzniklé situaci informovala pilota Williama Scotta, ten předal informaci letové kontrole na letišti Seattle-Tacoma a ta kontaktovala FBI. FBI se spojila s vedením společnosti Northwest Airlines a její ředitel Donald Nyrop nařídil Scottovi spolupracovat s Cooperem. Scott instruoval letušku, aby se vrátila za Cooperem a pokusila se zjistit, zdali je bomba pravá. Cooper to vytušil a na okamžik otevřel kufřík, kde byly dvě červené nálože, velká baterie a dráty, což letušku přesvědčilo o funkčnosti bomby. Instruoval ji, aby řekla pilotovi, že nemá přistávat, dokud nebudou na letišti připraveny padáky a peníze. Florence Schaffner se vydala do kokpitu informovat pilota o Cooperových požadavcích.

### Propuštění rukojmí výměnou za splnění požadavků

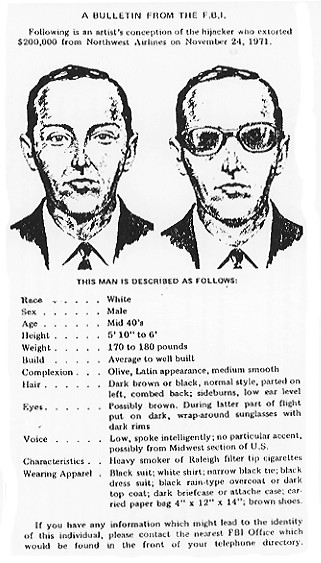
Plakát, který FBI používala při pátrání po Cooperovi

Po artikulaci Cooperových požadavků bylo pilotovi nařízeno, aby vyčkával v oblasti Puget Sound, zatímco se pracovalo na jejich splnění. Agenti FBI se rozhodli Cooperovi 200 000 USD v neoznačených bankovkách vyplatit, ale připravili výhradně bankovky vytištěné v roce 1969, které měly sériové číslo začínající písmenem L a vydala je Federal Reserve Bank of San Francisco. Agenti všech 10 000 bankovek vyfotografovali za účelem uchování jejich sériových čísel. Úřady původně chtěly Cooperovi poskytnout armádní padáky z McChord Air Force Base, ale Cooper požadoval civilní padáky s manuálně ovladatelnou pojistkou. Místní policie nalezla požadovaný typ padáků v místní parašutistické škole. Mezitím seděl Cooper v letadle, pil bourbon a sodovku. Tina Mucklow, letuška, která s ním strávila nejvíce času, poznamenala, že se jí zdál Cooper být spíše milý a natolik ohleduplný, že požadoval, aby bylo posádce po přistání v Seattlu doneseno jídlo. Naopak dle FBI byl Cooper oplzlý a používal vulgární mluvu. V 17.24 oznámilo pilotovi řízení letového provozu, že Cooperovy požadavky byly splněny. Cooper povolil pilotovi přistát na letišti Seattle-Tacoma. Letadlo dosedlo na ranvej v 17.39. Cooper nařídil Scottovi zastavit na odlehlém místě letiště a ztlumit v kabině světla, aby snížil riziko útoku sniperů. Po řízení letového provozu požadoval, aby poslalo za letadlem jednu osobu s padáky a výkupným. Pro tento úkol byl vybrán zaměstnanec Northwest Orient, který předal padáky a výkupné přes zadní dveře letušce Tině Mucklow. O několik minut později propustil Cooper všech 36 pasažérů a letušku Florence Schaffner zadními dveřmi. Pilot Scott, letuška Tina Mucklow, druhý pilot Bob Rataczak a technik H. E. Anderson museli zůstat na palubě.
FBI byla zmatena Cooperovým požadavkem na padáky a netušila, jaký má plán. Agenti uvažovali, zdali má Cooper na palubě komplice, nebo zdali byly padáky určeny pro posádku letadla (pilot, ko-pilot, letuška a Cooper). Do tohoto okamžiku se nikdo nepokusil vyskočit s padákem z uneseného dopravního letadla. Zatímco bylo doplňováno palivo, zástupce FAA, který chtěl Cooperovi vysvětlit právní následky jeho počínání, žádal o povolení vstoupit na palubu. Cooper tuto žádost okamžitě zamítl. Technické problémy s těsněním způsobily zpomalení doplňování paliva. Cooper začal být podezřívavý, když ani po patnácti minutách nebylo tankování dokončeno. Začal hrozit odpálením bomby, po čemž se technici pokusili tankování co nejvíce urychlit.

### Zpět ve vzduchu
Po doplnění paliva, prozkoumání padáků a výkupného a po vyjednávání týkajícím se letového plánu a otevření zadních dveří, nařídil okolo 19.40 Cooper posádce vzlétnout. Požadoval, aby pilot letěl do Mexico City při rychlosti 320 km/h ve výšce 3000 m s vysunutým podvozkem a s klapkami pod úhlem 15°. Druhý pilot Rataczak jej informoval, že s tímto nastavením a za současného počasí bude letadlo schopno doletět jen 1600 km daleko. Cooper prodiskutoval s posádkou místa možného přistání a nakonec se rozhodl pro Reno v Nevadě, kde mělo být opět doplněno palivo. Nařídil, aby letadlo letělo po Victor 23, letecké trase vedoucí v nízké výšce západně od Kaskádového pohoří. Cooper přikázal Scottovi, aby nechal kabinu nenatlakovanou. Nenatlakovaná kabina ve výšce 3000 m by snížila riziko přetlaku při otevření dveří letadla za účelem skoku.
Okamžitě po startu nařídil Cooper letušce, která předtím seděla vedle něj, aby odešla do pilotní kabiny a zůstala tam. Předtím než zašla za přeponu oddělující první a druhou třídu, všimla si, že si Cooper přivazuje k zápěstí něco, co vypadalo jako lano. O několik chvil později bylo pilotovi indikováno, že se Cooper pokouší otevřít zadní dveře. Pomocí interkomu se jej zeptal, zdali pro něj nemůže něco udělat, ale Cooper stroze odvětil, že ne.
Posádka si všimla změny tlaku vzduchu v kabině. Cooper spustil zadní dveře, vyskočil z nich a od té doby jej nikdo neviděl. Toto byl poslední okamžik, kdy se vědělo, že byl naživu. Podle FBI Cooper vyskočil v 20.13 nad jihozápadní části státu Washington, protože v tomto okamžiku se začalo zadní schodiště třást, což bylo pravděpodobně způsobeno skokem. V té době byl v oblasti silný déšť a díky oblačnosti nebyl viditelný žádný zdroj světla. Kvůli špatným podmínkám nebyl Cooper spatřen piloty stíhaček US Air Force F-106, kteří sledovali letadlo. Původně se předpokládalo, že Cooper přistál jihovýchodně od obce Ariel ve Washingtonu, poblíž Lake Merwin, 48 km severně od Portlandu. Informace poskytnuté FBI kapitánem Scottem v roce 1980 vedly přehodnocení trasy letu a posunutí místa přistání o 32 km na východ. Přesné místo Cooperova přistání zůstává neznámé.
Přibližně dvě a půl hodiny po vzletu ze Seattle-Tacoma okolo 22.15 přistálo letadlo na letišti v Renu. Ranvej byla obklíčena policisty a agenty FBI. Poté, co jim Scott sdělil, že Cooper vyskočil, vstoupili na palubu a začali shromažďovat důkazy, které zde Cooper mohl zanechat. Nalezli zde mnoho otisků prstů (které mohly, ale nemusely patřit Cooperovi), kravatu, sponu a dva ze čtyř padáků. Na palubě nebyl ani Cooper, jeho kufřík, výkupné a zbývající dva padáky. Osoby, které s ním přišly do styku, byly vyslýchány, přičemž podaly o jeho podobě a průběhu únosu prakticky totožné informace. Na základě výslechů byla vytvořena kresba znázorňující Cooperovu podobu, která byla použita v policejních oběžnících. Dle FBI tato kresba přesně vystihuje Cooperovu podobu, neboť jej identicky popsalo mnoho lidí vyslýchaných nezávisle na sobě na různých místech.

## Zmizení beze stop

Ilustrace Cooperova seskoku

I přes osmnáctidenní pátrací akci nebyla v oblasti Cooperova seskoku nalezena žádná stopa ani jeho padák. Bylo obtížné odhadnout přesné místo doskoku, neboť při výskoku z letadla letícího rychlostí 330 km/h mohl i malý pohyb značně ovlivnit konečné místo dopadu. FBI usoudila, že Cooper nebyl schopen dopředu odhadnout, kde přistane a z toho agenti odvodili, že neměl komplice, který by na něj čekal a po přistání mu pomohl uprchnout. Za pomoci čtyř set vojáků z nedalekého Fort Lewis bylo v dubnu 1972 prohledáváno předpokládané území dopadu. Po šesti týdnech průzkumu nebyl nalezen jediný důkaz související s únosem. Dodnes je tak sporné, zdali Cooper seskok přežil a následně z oblasti unikl. Krátce po únosu FBI vyšetřovala a následně propustila obyvatele Portlandu jménem D. B. Cooper, který ovšem nikdy nepatřil mezi hlavní podezřelé. Iniciály D. B. byly únosci připsány omylem v důsledku informačního šumu mezi policií a médii a únosce je dodnes označován jako D. B. Cooper.
Mezitím se FBI zaměřila na vypátrání bankovek, které byly použity pro vyplacení výkupného, na základě sériových čísel. Scotland Yard a další policejní složky po celém světě obdržely sériová čísla hledaných bankovek. Několik měsíců po únosu nabídla společnost Northwest Airlines za nalezení bankovek odměnu ve výši 15% nalezených peněz, nejvýše až 25 000 USD, avšak aerolinky nakonec tuto nabídku stáhly, neboť se nikdo nepřihlásil. V listopadu 1973 začal deník The Oregon Journal publikovat po svolení ze strany FBI sériová čísla hledaných bankovek a nabídl odměnu 1 000 USD každému, kdo nalezne alespoň jednu bankovku. I přes široký zájem veřejnosti a několik údajných shod, se nikomu ve skutečnosti nepodařilo nalézt byť jedinou bankovku. V období před únosem se FBI podařilo v oblasti vyřešit dva zločiny – bankovní loupež a vydírání – vysledováním sériových čísel bankovek. Oba případy byly uzavřeny během několika týdnů, ale pachatelé sami usnadnili vyšetřování, neboť utráceli velké množství získaných peněz ve stejné oblasti, kde je odcizili, což byl zásadní rozdíl v porovnání s Cooperovým případem.
V roce 1978 nalezl lovec poblíž místa Cooperova seskoku leták s instrukcemi jak spustit schodiště na zádi Boeingu 727, který pocházel z uneseného letadla.

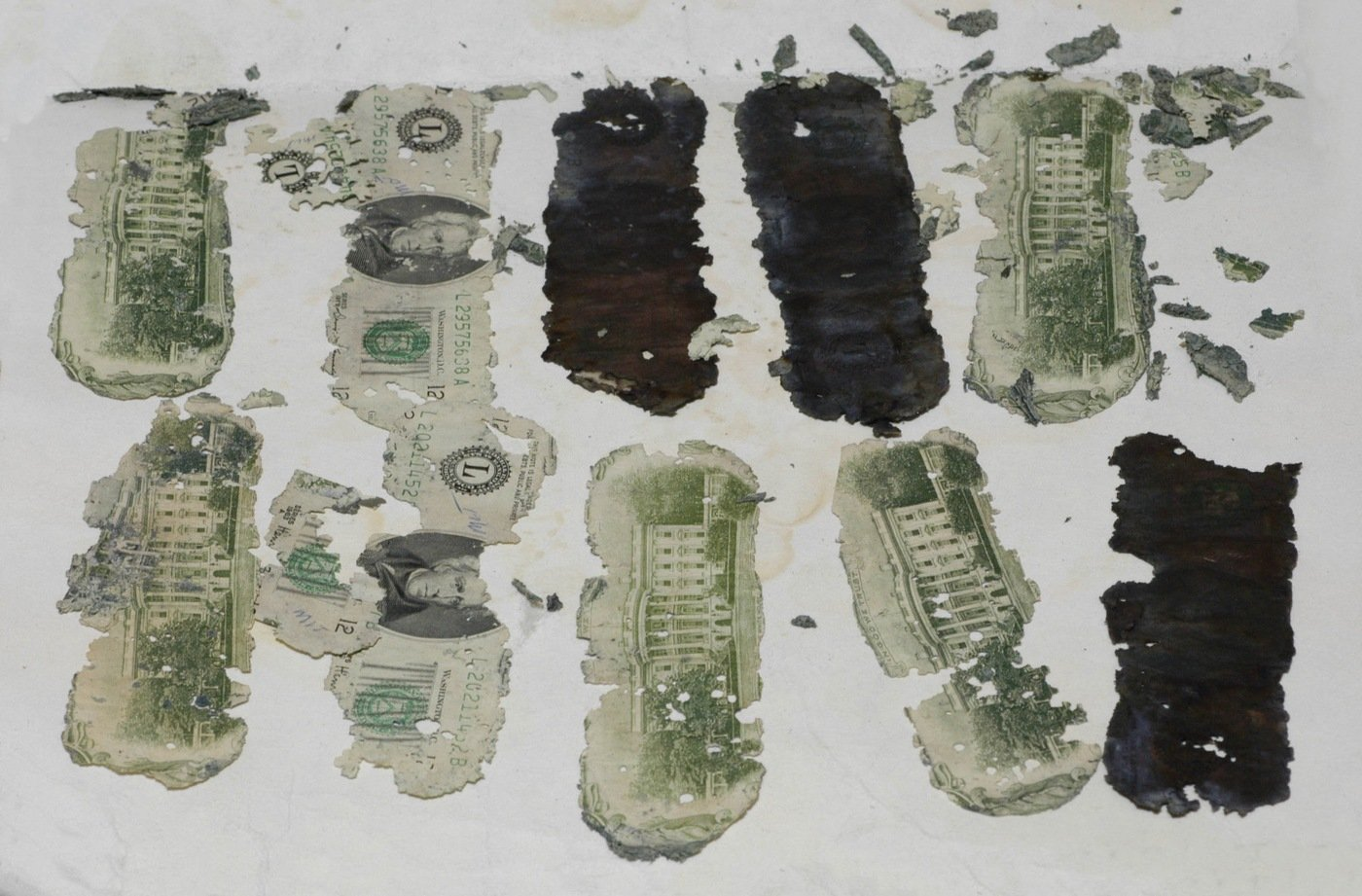
Bankovky v nálezovém stavu

Dne 10. února 1980 nalezl během pikniku se svou rodinou tehdy osmiletý Brian Ingram 5 880 USD v rozkládajících se dvacetidolarových bankovkách obtočených gumičkou v hloubce 5 cm, přibližně 12 m od břehu Columbia River 8 km severozápadně od Vancouveru ve Washingtonu. Po prozkoumání sériových čísel nalezených bankovek vyšlo najevo, že skutečně šlo o bankovky použité pro vyplacení výkupného. Tehdejší hlavní vyšetřovatel FBI Ralph Himmelsbach prohlásil, že peníze „se musely na místo dostat pár let po únosu,“ protože „gumičky se rychle rozpadají a nemohou udržet svazek bankovek pohromadě příliš dlouho.“ Několik vědců, které si pro vyšetřování případu najala FBI, vyjádřilo přesvědčení, že peníze dorazily na místo objevu v důsledku bagrování koryta řeky, které proběhlo v roce 1974. Někteří vědci předpokládají, že se peníze na místo dostaly ještě později. Geolog Leonard Palmer z Portland State University prohlásil, že peníze se na místo nálezu nedostaly v důsledku bagrování, neboť Ingram je nalezl nad vrstvami jílu vybagrovanými z řeky. FBI je v současnosti přesvědčena, že se sem peníze dostaly ne dříve než v roce 1974. Někteří vyšetřovatelé a hydrologové spekulují, že se peníze do řeky Columbia dostaly z jednoho z jejích přítoků, například z Washougal River, která protéká oblastí pravděpodobného Cooperova přistání. To posunulo původně zvažované místo přistání jižně: okolí Lake Merwin leží v povodí Lewis River, která se vlévá do Columbie níže po proudu od místa nálezu.
Je pravděpodobné, že zbývající důkazy v terénu byly zničeny během erupce nedaleké sopky Mount St. Helens v roce 1980.
Díky objevu peněz nabyla FBI přesvědčení, že Cooper nepřežil seskok, protože je nepravděpodobné, že by nechal dobrovolně na místě výkupné, kvůli kterému riskoval život. Ingram si mohl ponechat 2860 USD. V roce 2007 oznámil zájem dát do dražby několik zbývajících bankovek, které stále vlastnil. Do roku 2008 nebyly zbývající peníze nalezeny.
V roce 2011 se objevil údajný svědek tvrdící, že Cooper je 11 let mrtvý a že zná jeho totožnost.

## Důsledky

### Dopad na letecký průmysl
Únos vedl ke zpřísnění bezpečnostních opatření, na letištích byly instalovány detektory kovů, FAA zavedla několik nových bezpečnostních postupů a letadla Boeing 727 byla modifikována. Po třech podobných pokusech o únos v roce 1972 rozhodla FAA, že všechny Boeingy 727 musí být vybaveny mechanickým aerodynamickým klínem, který brání spuštění zadních dveří během letu.

### Podezřelí

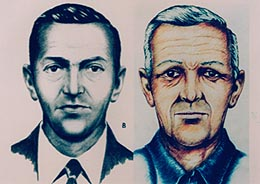
Nákres Cooperovy podoby odrážející postupující věk

Počet podezřelých přesáhl tisíc, několik z nich bylo považováno za vážné podezřelé, ale nikoho se nepodařilo usvědčit. FBI je přesvědčena, že Cooper znal okolí Seattlu a byl ze vzduchu schopen poznat Tacomu v době, kdy letadlo kroužilo v oblasti Puget Sound. Letušce Mucklow řekl, že ví, že McChord Air Force Base je asi 20 minut od letiště Seattle-Tacoma. FBI se původně na základě Cooperových znalosti aerodynamiky a parašutismu domnívala, že mohl být aktivním či bývalým příslušníkem United States Air Force. Tuto variantu FBI ovšem opustila, neboť dle ní by se žádný zkušený parašutista nepokusil o tak riskantní skok.

#### John List
V roce 1971 byl masový vrah John List považován za jednoho z hlavních podezřelých z únosu, který se odehrál jen patnáct dní předtím, než List ve Westfieldu v New Jersey vyvraždil svou rodinu. Jeho věk, vzhled a tělesná konstituce se shodovaly s Cooperovým popisem. Agent Ralph Himmelsbach prohlásil, že List v tomto případě pravděpodobně mohl být pachatelem. Cooper získal výkupné 200 000 USD, což je stejná suma, kterou List vybral z účtu své matky tři dny před vraždou. Poté, co byl v roce 1989 zatčen, opakovaně popíral, že by byl D. B. Cooper, a FBI jej za podezřelého nadále nepovažovala. List zemřel ve vězení 21. března 2008.

#### Richard McCoy, Jr.
Dne 7. dubna 1972, čtyři měsíce po únosu, nastoupil Richard McCoy, Jr. pod jménem „James Johnson“ na palubu letu společnosti United Airlines 855 během mezipřistání v Denveru v Coloradu. Letušce podal vzkaz, ve kterém požadoval 500 000 USD a čtyři padáky. Nařídil posádce, aby přistála na San Francisco International Airport a vyžádal si doplnění paliva. V tomto případě byl uneseným letadlem opět Boeing 727 se zadním schodištěm, kterým McCoy unikl. Při únosu měl u sebe maketu granátu a prázdnou pistoli. Na palubě zanechal rukou psaný vzkaz a otisky prstů na časopise, který si během letu četl, díky čemuž byl později identifikován.
McCoy začal být vyšetřován po tipu, který na něj FBI dal McCoyův přítel Robert Van Ieperen. McCoy údajně prohlásil, že Cooper měl požadovat 500 000 USD místo 200 000 USD. Van Ieperen si myslel, že je to jen náhoda, ale přesto informoval FBI. McCoy byl ženatý, měl dvě děti, učil v mormonské nedělní škole a studoval na Brigham Young University. Byl veteránem vietnamské války, bývalým pilotem a nadšeným parašutistou.
Dne 9. dubna byl na základě analýzy otisků prstů a rukopisu McCoy zatčen za únos letu United 855. Shodou okolností pilotoval McCoy jednu z helikoptér Národní gardy, které pátraly po únosci. V jeho domě nalezli agenti padák a 499 970 USD v hotovosti. McCoy tvrdil, že je nevinen, ale byl shledán vinným a odsouzen k trestu odnětí svobody v trvání 45 let. Ve vězení, kde měl přístup do zubní ordinace, vytvořil ze zubní pasty falešnou zbraň. Spolu se svými kumpány ukradl v srpnu 1974 nákladní auto, prorazil s ním hlavní bránu věznice a ujel. Za tři měsíce jej FBI nalezla ve Virginii. Tam se s agenty dostal do přestřelky, při které jej agent Nicholas O' Hara zastřelil.
V roce 1991 vydali Bernie Rhodes a bývalý agent FBI Russell Calame knihu D.B. Cooper: The Real McCoy, ve které tvrdili, že Cooper a McCoy byla stejná osoba. Své tvrzení založili na podobné metodě únosu a na perleťové sponě na kravatu, kterou na palubě zanechal Cooper. Ani jeden z autorů se nepodílel na vyšetřování původního případu, ale Calame byl šéfem FBI v Utahu a vyšetřoval a nakonec zatkl McCoye za únos z dubna 1972. Dle něj McCoy „nikdy nepřiznal, ani nepopřel, že by byl D. B. Cooper.“ Když se McCoye přímo ptali, zdali je D. B. Cooper, odpověděl „že se o tom nechce bavit.“ Agent, který zastřelil McCoye, údajně prohlásil: „Když jsem zastřelil McCoye, ve stejnou chvíli jsem zastřelil D. B. Coopera.“ Vdova po Richardu McCoyovi získala od autorů knihy a jejího vydavatele odškodnění ve výši 120 000 USD za dezinterpretaci její role v únosu a rozhovorů se svým právním zástupcem v 70. letech.
FBI však McCoye za skutečného podezřelého nepovažovala vzhledem v nesouladu ve věku a v popisu. McCoy měl navíc prokazatelné alibi, neboť den před únosem se nacházel v Las Vegas a den po únosu večeřel se svou rodinou na Den díkůvzdání v Utahu.

#### Duane Weber
V červenci 2000 publikoval U.S. News & World Report článek o vdově z Pace na Floridě jménem Jo Weber, dle níž její manžel Duane L. Weber (nar. 1924 v Ohiu) před svou smrtí 28. března 1995 prohlásil, že je Dan Cooper. Začala být podezřívavá a začala zkoumat jeho minulost. Weber sloužil za druhé světové války v armádě a posléze pracoval krátkou dobu ve vězení poblíž letiště v Portlandu. Jo Weber tvrdila, že její manžel měl jednou noční můru a vykřikoval ze spaní něco o skoku z letadla a že zanechal na zadním schodišti otisky prstů. Dle ní si Weber krátce před smrtí obnovil staré zranění kolena, které si původně způsobil skokem z letadla.
Jo Weber popsala prázdniny v roce 1979, které s manželem trávila v okolí Seattlu a při kterých navštívili Columbia River. Weber údajně osobně procházel břehy jen několik měsíců předtím, než v oblasti byly nalezeny Cooperovy peníze. Jo Weber si půjčila knihu o D. B. Cooperovi a ukázka jeho písma se údajně shodovala s písmem jejího manžela. Začala si dopisovat s Himmelbachem, hlavním vyšetřovatelem případu. Ten souhlasil, že většina nepřímých důkazů pasovala na Cooperův profil. V červenci 1998 však FBI vyšetřování Webera pro nedostatek přímých důkazů ukončila.
FBI porovnala Weberovy otisky prstů s otisky nalezenými v letadle a nenašla žádnou shodu. V říjnu 2007 prohlásila FBI, že částečný vzorek Cooperovy DNA získaný z jeho kravaty se neshoduje s Weberovým.

#### Kenneth Christiansen
Dne 29. října 2007 prezentoval časopis New York nového podezřelého, Kennetha P. Christiansena, kterého odhalili Sherlock Investigators. Christiansen byl armádní parašutista, zaměstnanec aerolinek, který bydlel v okolí Seattlu a tudíž znal místní terén. Navíc si za hotové peníze koupil rok po únosu v oblasti nemovitost, stejně jako Cooper pil bourbon a kouřil a Cooperovi se fyzicky podobal. FBI však Christiansena vyloučila, protože se jeho pleť, výška, váha a barva očí neshodovala s popisem, který poskytli pasažéři letu 305.

### Nové důkazy a obnovení zájmu FBI
Dne 1. listopadu 2007 uveřejnila FBI detailní informace o některých důkazech v Cooperově případu, které předtím nebyly veřejnosti odtajněny. FBI ukázala Cooperovu letenku z Portlandu do Seattlu za 18,52 USD. Informovala také, že požadoval čtyři padáky, dva hlavní a dva záložní. Agenti Cooperovi neúmyslně poskytli jednu maketu záložního padáku používanou při výuce, kterou nelze pro seskok použít. Tento padák nebyl na palubě nalezen a spekuluje se, že Cooper si nebyl vědom jeho nefunkčnosti. Tato informace byla odhalena v dokumentu In Search Of… z roku 1979. Druhý, tentokrát funkční, záložní padák byl otevřen a rozřezán, pravděpodobně za účelem ochrany pytle s penězi.
Dne 31. prosince 2007 uveřejnila FBI do té doby utajené fotografie a informace ve snaze osvěžit případným svědkům paměť a přinést nová svědectví týkající se Cooperovy identity. FBI dle uveřejněných skutečností opustila verzi, dle níž byl Cooper zkušený parašutista. Zatímco původně se předpokládalo, že Cooper musel absolvovat profesionální trénink, v pozdějších analýzách usoudila FBI, že profesionální parašutista by nikdy nevyskočil z letadla při hustém dešti a bez jediného zdroje světla v dohledu. Vyšetřovatelé jsou přesvědčeni, že Cooper se ukvapil, neboť zkušený parašutista by si nejprve své padáky zkontroloval.
Dne 24. března 2008 oznámila FBI, že se jí z pole v Clark Country ve Washingtonu poblíž města Amboy podařilo získat padák. Majitel pozemku budoval příjezdovou cestu a buldozer narazil na kus látky. Jeho děti začaly látku vytahovat a ukázalo se, že jde o padák. Earl Cossey, majitel parašutistické školy, který poskytl čtyři padáky, které dostal Cooper, prohlásil 1. dubna 2008, že s naprostou jistotou nešlo o padák, který v roce 1971 dostal Cooper. Cooperovy padáky byly vyrobeny z nylonu, ale objevený padák byl vyroben z hedvábí a byl vyroben pravděpodobně okolo roku 1945. FBI posléze vydala tiskovou zprávu, ve které se po konzultaci s dalšími experty ztotožnila s Cosseyho zjištěními. Mluvčí FBI Robbie Burroughs prohlásil: „Od lidí, se kterými jsme hovořili, jsme se dověděli, že nejde o správný typ padáku.“ Další průzkum na místě nenaznačil, že by padák mohl být Cooperův.
Earl Cossey (71) byl 23. dubna 2013 zavražděn ve svém domě úderem do hlavy, spojitost trestného činu, navzdory konspiračním teoriím, s D.B. Cooperem nebyla dosud potvrzena.

## Uzavření případu
V červenci 2016 se FBI rozhodla tento případ definitivně uzavřít.

## Odraz v kultuře
- Čtyři roční doby – Podle první povídky z knihy Stephena Kinga z roku 1982 pravé jméno D. B. Coopera muselo být Sid Nedeau, což byl trestanec uprchlý ze státní věznice Shawshank v Maine v roce 1958 a seskok přežil díky troše vápna na značení pomezních čar baseballového hřiště, které měl v kapse.
- Nekecej a pádluj (film) – Komedie z roku 2004 vypráví příběh tří znovu shledaných přátel z dětství, kteří se na výletě snaží najít polohu dopadu a peníze ztraceného D. B. Coopera.
- Loki (seriál) – V první epizodě seriálu Loki z roku 2021 je řečeno, že D. B. Cooper byl samotný Loki. Ten prohrál sázku se svým nevlastním bratrem Thorem a v přestrojení za D. B. Coopera vyskočil z letadla. Za pádu se však nechal Heimdallem přenést zpět na Asgard, kde si jeho prohru Thor velmi vychutnal.